# Nada Que Hacer
Nada Que Hacer es la primera banda del género punk hardcore melódico de Uruguay, una de las pioneras de Sudamérica[cita requerida]. Su estilo se relaciona generalmente a bandas como Bad Religion, Pennywise, No fun at all, No Use For A Name, Rise Against, Strung Out y Lagwagon, entre otras bandas similares del género.
Su música mezcla estilos y recursos musicales del hardcore melódico, punk rock y metal.

## Historia
Nada Que Hacer se creó en el año 1994 como trío, con Ignacio Pereyra en voz y guitarra, Martín "Sapo" Varela en bajo y voz y Martín Mangussi en batería. Más adelante se unió a la formación Héctor Astore en guitarra, resultando así la estructura que la banda iba a mantener en adelante.
Su segundo disco Haciendo pie cruzó las fronteras del país y llevó la música del grupo a Argentina, España y Chile, lo que hizo crecer a Nada Que Hacer en el exterior. De esta manera, comenzaron las presentaciones internacionales, en principio en Argentina, donde tocaron con bandas locales varias veces en el correr del año 2000, y para fines de ese año se presentaron por primera vez en Santiago de Chile en dos shows, uno de los cuales fue junto a la banda sueca No Fun At All frente a más de setecientas personas. También en ese año la banda fue invitada a participar en un tributo a Bad Religion, disco que se editó por Speed Power Emotion de Argentina. Para este tributo NQH grabó "Flat Earth Society". Mientras tanto, se eligió "Héroes sin Pensar" como uno de los temas para la banda sonora de Indo Dreams II, un documental de surfistas uruguayos.
A fines de 2000, con la intención de probar el estudio de grabación del vocalista Nacho Pereyra (No Limits Studio Lab), grabaron cuatro temas —tres de los cuales eran covers— y así se armó un EP que no fue editado pero sí utilizado para difusión. Titulado Un poco de Nada... incluía los temas "Stefanie" (de Alfredo Zitarrosa), "Poison Heart" (The Ramones), "Date With Destiny" (Pennywise) y un tema propio, "Felicidad". Búnker de ideas se grabó y editó a fines del año 2001 y se editó también en España, Argentina y Chile. Esto le sirvió a la banda para lanzarse oficialmente en Europa, si bien el disco anterior e incluso el EP de covers ya había estado dando vueltas por el Viejo Continente. En 2002 continuaron las presentaciones dentro y fuera del país, y fueron invitados a tocar en Buenos Aires (Argentina) acompañando a ALL (Descendents). También comenzaron a tocar por el interior del país más frecuentemente. Organizaron el segundo Festival Alquimia que reunió a más de cuatrocientas personas en la Plaza Mateo.
El 2003 trajo muchas más fechas en Uruguay y Chile. También organizaron el tercer Festival Alquimia. Cerraron ese año con un cuarto álbum, el que afianzó a la banda dentro del rock nacional e internacional. Koala Records editó Frágil, un disco "esencial", una mezcla entre todos los trabajos anteriores, un sonido ya característico de la banda, donde reinan las melodías y los ritmos épicos del estilo. El año 2004 trajo para Nada Que Hacer la gira "Nada Que Hacer 10 años - Frágil Tour", que los llevó a visitar el interior del país, en más de veinticinco presentaciones. Frágil se llevó el reconocimiento a "Mejor diseño de portada" en los premios uruguayos Graffiti 2003. Tocaron por primera vez en vivo en la televisión, en formato acústico. También grabaron el primer videoclip, para el tema "Jamás perderé la fe", filmado por Hugo Díaz y editado por Guillermo Peluffo. Nada Que Hacer cumplió diez años de trayectoria en diciembre de 2004, en un show realizado en Mundo Afro en Montevideo. El año 2005 fue un tanto especial para la banda y para principios de 2006, luego de un breve descanso, comenzaron los ensayos nuevamente con la intención de editar un nuevo disco en ese año. Ya pasados unos meses de 2006 se presentaron en Buenos Aires junto a la banda local Shaila, frente a casi mil personas en El Teatro. En los últimos meses del año la banda continuó presentándose en todo el interior del país, realizando una gira promocional junto a Graffolitas. Terminaron el año abriendo el show de Trotsky Vengaran en DOS (Montevideo).
En la primera parte de 2007 Nada Que Hacer se presentó en vivo una sola vez, compartiendo escenario con la banda argentina Eterna Inocencia, dejando luego de lado momentáneamente las presentaciones para dedicarse exclusivamente a la grabación de su próximo disco. Este proceso de grabación duró hasta el mes de noviembre, llevándose a cabo en los estudios Arizona Road y Salaberri, dejando registrados quince temas. A fines de 2007 realizaron dos presentaciones en Montevideo para celebrar junto a sus seguidores y amigos los trece años de la banda. Luego de estas presentaciones Julio Occhiuzzi dejó la banda por razones personales, posibilidad que se venía manejando desde hacía un tiempo en la interna, pero quedando las puertas abiertas para futuras participaciones en proyectos de la banda. El 2008 comenzó con la presentación en Punta del Este en el festival Maldonado GRITA!, show en el que debutó Martin, el nuevo guitarrista de la banda. Ese mismo año visitaron Chile en dos ocasiones y voelvieron a tocar en Argentina.
En el año 2009 se editó el disco Punto impropio, que se podía descargar de forma gratuita a través de la web oficial de la banda. Al mismo tiempo se editó por Entropía Records en formato CD en noviembre de ese año. El mismo contenía quince nuevos temas. Después de varias presentaciones en octubre de 2010 la banda decidió hacer un corte para volver después del verano. Es así, que en marzo de 2011 la banda volcvió con Julián Burgueño como nuevo guitarrista. Después de algunas presentaciones en vivo durante 2011, la banda dejó de tocar. En 2012 Martín Mangusi, Héctor Astore, Julián Burgueño e Ignacio Pereyra formaron Artista Desconocido, una nueva banda con un estilo similar a Nada Que Hacer. Los 4 ex Nada Que Hacer ya no forman parte de este proyecto. Ignacio Pereyra continúa con un proyecto solista acústico, resignificando las viejas canciones y manteniendo vivo así el legado de la banda.

## Discografía
| Año  | Título          | Sello            | Otros                               |
| ---- | --------------- | ---------------- | ----------------------------------- |
| 2009 | Punto impropio  | Entropía Records | Descarga gratuita en su web oficial |
| 2003 | Frágil          | Koala Records    |                                     |
| 2001 | Búnker de ideas | Alquimia Records |                                     |
| 2000 | Un poco de nada |                  | Álbum promocional                   |
| 1999 | Haciendo Pie    | Alquimia Records |                                     |
| 1997 | Mitomanía       | Independiente    | Reeditado por Alquimia Records      |
| 1995 | Demos NQH       | Independiente    |                                     |